# ماریان آلبارس
ماریان آلبارس (اسپانیایی: Marian Álvarez‎؛ زادهٔ ۱ آوریل ۱۹۷۸) بازیگر اهل اسپانیا است.
از فیلم‌ها یا مجموعه‌های تلویزیونی که وی در آن‌ها نقش داشته است، می‌توان به بیمارستان مرکزی، خود و انگیزه‌های شخصی اشاره نمود.